# Cantata
La cantata ("cantada", del italiano cantare) es una pieza musical escrita para una o más voces solistas con acompañamiento musical, generalmente en varios movimientos y en ocasiones con un coro. Se distingue de la pieza para ser tocada o «sonada» (la sonata).
La cantata tiene su origen en Italia a principios del siglo XVII de forma simultánea al surgimiento de la ópera y el oratorio. El tipo más antiguo, conocido como cantata da camera, se componía para voz solista sobre un texto secular y contiene varias secciones en formas vocales contrapuestas como son los recitativos y las arias. Entre los compositores que escribieron estas obras se incluyen Giulio Caccini, Claudio Monteverdi o Jacopo Peri. Hacia finales del siglo XVII, la cantata da camera se convirtió en una composición para dos o tres voces.

## Definición
Según la definición de Johann Gottfried Walther para su obra Musicalisches Lexicon (1732), considerada la primera enciclopedia dedicada a la música, que incluye la explicación de términos musicales y biografías cortas de compositores e intérpretes que abarca hasta el comienzo del siglo XVIII, la cantata es:

"Cantata, pl. cantatas, [ital.] cantate pl. cantates [gall.] es en realidad una pieza musical larga, cuyo texto está en italiano, y compuesta de arias con recitativo intercalado; la composición, sin embargo, consta de diferentes tipos de compás y, por lo general, à voce sola junto con un continuo, pero a menudo se proporciona con dos o más instrumentos. Hace poco tiempo los franceses empezaron a componer cantatas en su idioma, y los alemanes hacen lo mismo"
Johann Gottfried Walther (Musicalisches Lexicon, 1732)

## Compositores destacados
Entre los compositores que escribieron este tipo de obras destacan los italianos Alessandro Grandi, Barbara Strozzi, Alessandro Stradella, Alessandro Scarlatti, Antonio Vivaldi y Giacomo Carissimi, y los alemanes Heinrich Schütz, Georg Philipp Telemann, Georg Friedrich Händel, Dietrich Buxtehude y Johann Sebastian Bach.

## Tipos de cantatas

### Cantatas religiosas

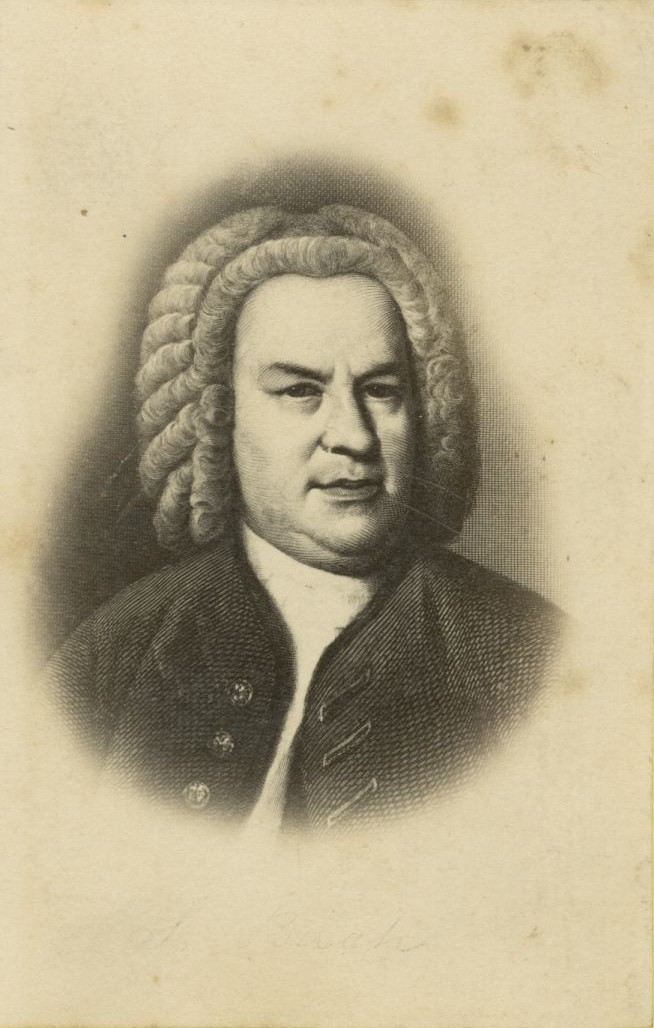
El compositor Johan Sebastian Bach

Las cantatas se crearon para ritos religiosos tanto católicos (cantatas sacras) como protestantes. Esas cantatas tenían una parte coral muy consistente destinadas a ser cantadas por los feligreses. El gran maestro de la cantata religiosa fue Johann Sebastian Bach (1685-1750) conservándose aproximadamente 200 obras. Las cantatas de Bach tenían generalmente un coro inicial en que las sopranos iniciaban el tema musical seguido por las otras voces. Se sucedía por medio de arias con recitativos cortos, a veces con instrumentos solistas que tocaban la melodía preparada para la voz (es lo que se denomina obbligato). La congregación de fieles conocía los corales de antemano, ya que se iniciaba el servicio religioso con un «preludio coral» que tocaba el órgano. Estos corales de Bach fueron la base de los coros de los grandes oratorios, como el Oratorio de Navidad y las pasiones, como la Pasión según San Mateo y la Pasión según San Juan.

### Cantatas seculares

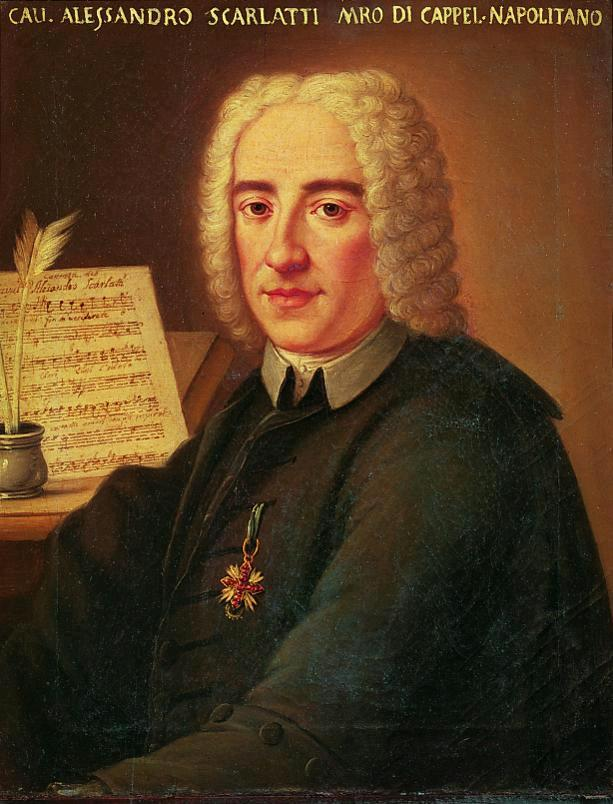
Retrato del compositor Alessandro Scarlatti

En el Barroco también se cultivó la cantata profana o secular de origen Italiano, que apareció como género en 1620 y que se consolidó a finales del siglo XVII. Alessandro Scarlatti (1660-1725) compuso cantatas por medio de una sucesión de recitativos con tiempo rápido y arias da capo (que repetían el tema inicial en la última parte vocal, según la estructura A-B-A). Scarlatti concibió estas cantatas para un público culto y muy selecto, por lo que la armonía y las melodías contrapuntísticas resultaban complejas, y tendían a no acentuar en demasía la escritura en arioso para conceder más importancia a los ritornelli instrumentales. Este modelo fue adoptado magistralmente por Antonio Vivaldi (1678-1741) en las cantatas sacras y por Georg Friedrich Händel (1685-1759) quien compuso cantatas que eran como pequeñas óperas. Eran cantatas líricas de alto contenido dramático, algunas concebidas para voz y bajo continuo, otras para voz, bajo continuo y orquesta. Entre toda la producción de Händel destacan Acis, Galatea y Polifemoy Apolo y Dafne.

## Historia
El término se originó a principios del siglo XVII, simultáneamente con la ópera y el oratorio. Antes de eso toda la música culta era vocal. Con el auge de la música instrumental apareció el término, al tiempo que el arte instrumental se desarrollaba lo suficiente como para plasmarse en sonatas. Desde principios del siglo XVII hasta finales del XVIII, la cantata para una o dos voces solistas con acompañamiento de basso continuo (y quizá algunos instrumentos solistas) fue una forma principal de música de cámara vocal italiana.
Una cantata consistía primero en una narración declamatoria o escena en recitativo, unida por una aria primitiva que se repetía a intervalos. Se pueden encontrar buenos ejemplos en la música eclesiástica de Giacomo Carissimi; y los solos vocales ingleses de Henry Purcell (como Mad Tom y Mad Bess) muestran lo máximo que se puede hacer de esta forma arcaica. Con el auge del aria da capo, la cantata se convirtió en un grupo de dos o tres arias unidas por recitativos. Los numerosos dúos y tríos italianos de Georg Friedrich Händel son ejemplos a gran escala. Su motete latino Silete Venti, para soprano solista, muestra el uso de esta forma en la música eclesiástica.

### Barroco temprano
La monodia acompañada del barroco temprano fue considerada una innovación sin precedentes que inicialmente fue controvertida en el ámbito eclesiástico . En el siglo XVII se desarrolló sobre esta base el concierto sacro que, siguiendo la tradición del motete del Renacimiento, también podía tener varias partes y diferentes secciones. Las formas más orientadas al texto y formalmente libres de la monodia se convirtieron en el recitativo, la vocal-lírica en el aria. La secuencia de movimientos de piezas separadas característica de las cantatas se desarrolló de manera particularmente clara en las obras del compositor Wolfgang Carl Briegel y pronto se extendió por todo el centro de Alemania.

### Barroco y Preclásico

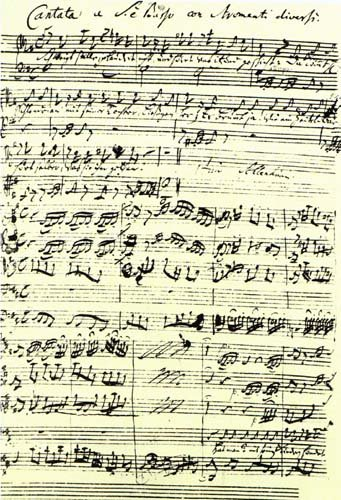
Autografía de la Cantata del café secular de Johann Sebastian Bach.

Los compositores barrocos de cantatas más famosos son Dietrich Buxtehude, Johann Sebastian Bach y Georg Philipp Telemann, que compuso cantatas principalmente, pero no exclusivamente, para uso eclesiástico.
La Cantata de la iglesia alemana fue escrita para el servicio luterano, donde seguía el Evangelio o, en el caso de obras de dos partes, enmarcaba el Sermón. Se entendía como proclamación de la palabra a través de la música, y secundariamente como sacrificio de alabanza. Por lo tanto, la declamación del texto lo más penetrante posible fue decisiva para su desarrollo.
Una cantata de iglesia típica de la época de Bach consta de:
- Audición instrumental (opcional)
- Coro de entrada (opcional)
- Secuencia de recitativos, arias, ariosi y corales, posiblemente también coros
- Coral de clausura

Textos bíblicos, paráfrasis sobre éstos, poesía contemporánea libre y corales, que también fueron frecuentemente parafraseados como en los movimientos medios de la Cantatas Corales de Bach de 1724, sirvieron como base textual.
También fue importante la Solo cantata para una sola voz cantante y acompañamiento de continuo u orquesta. Un maestro de esta forma, que también se daba con frecuencia en el ámbito profano, fue Alessandro Scarlatti.
Una forma de cantata más amplia es, por ejemplo, el Oratorio de Navidad de Johann Sebastian Bach, un ciclo de varias cantatas.
En Leipzig, Johann Friedrich Doles, como alumno de Bach y Thomaskantor, creó 158 cantatas en la época posterior a Bach. Sin embargo, la estética cambió ahora por completo en el sentido de la Ilustración emergente. Lo que ahora se exige sobre todo
La fácil comprensibilidad y sucesión de los ritmos, la armonía sencilla y poderosa y la melodía que conmueve el corazón.- Johann Friedrich Doles, 1790
Los hijos compositores de Johann Sebastian Bach, Wilhelm Friedemann Bach, Carl Philipp Emanuel Bach y Johann Christoph Friedrich Bach, así como sus alumnos Johann Christoph Altnikol, Gottfried August Homilius, Johann Friedrich Agricola, Johann Peter Kellner y Johann Ludwig Krebs también escribieron cantatas. Otros compositores de cantatas son Christoph Graupner, Georg Anton Benda, Johann Heinrich Rolle y Johann Gottlieb Naumann.
La cantata eclesiástica casi se paralizó en tiempos de Johann Gottfried Herder, quien exigió que la música eclesiástica no fuera dramática. Así, las historias bíblicas dramatizadas desaparecieron de la música sacra. ("Arias, dúos, tercetos son asuntos secundarios y no deben querer brillar por sí mismos). Herder se volvió de forma cada vez más pronunciada hacia el ideal de una música eclesiástica solemne, predominantemente coral, opuesta a la cantata concertante y al oratorio dramático.

### Clásico y Romántico

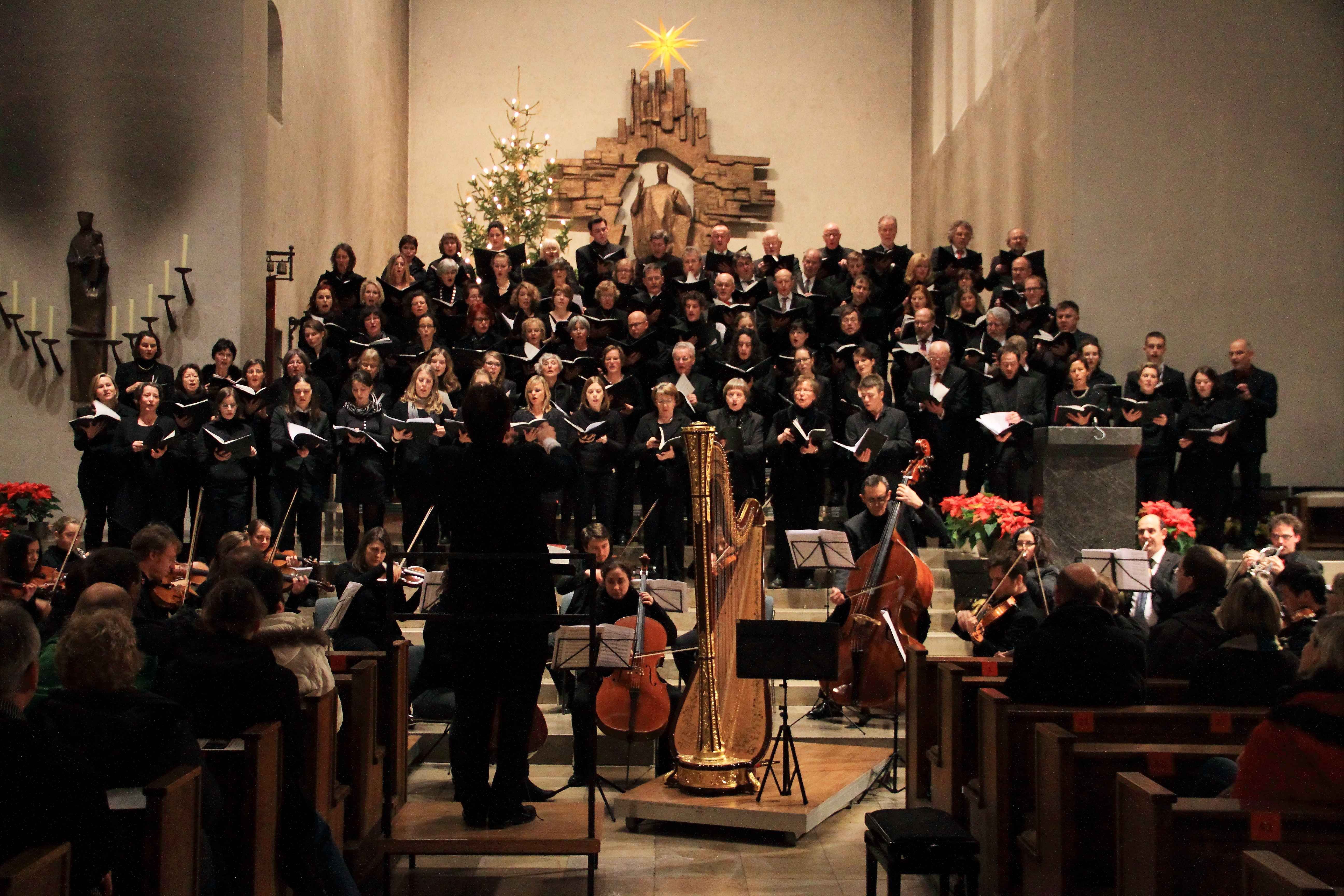
Representación de la cantata La estrella de Belén de Josef Gabriel Rheinberger, una cantata navideña del período romántico.

Tras una oscura existencia en el Clasicismo vienés la cantata fue revisitada ocasionalmente en la música romántica, por ejemplo por Felix Mendelssohn Bartholdy (Lobgesang y varias Cantatas de salmos y Cantatas corales). Estas cantatas destacan en la disposición musical y en la explotación de las posibilidades tonales a la altura de su época. Con ellos, la historia de las cantatas de Nachbach llegó a una cierta conclusión. Aunque a finales del siglo XIX se siguieron escribiendo obras de tipo cantata a partir de la tradición, desempeñaron un papel demasiado subordinado.
La combinación de la sinfonía con elementos de la cantata, desde la Sinfonía nº 9 de Ludwig van Beethoven, condujo al desarrollo de la cantata sinfónica. Algunos ejemplos son las composiciones de Ferdinand Ries, como su cantata Der Morgen (1806), una obra para cuatro voces y orquesta o de Franz Lachner quien desarrollara una cantata alegórica sobre el tema de Las cuatro edades del hombre, op. 31 (1829).
En Italia Saverio Mercadante obtuvo un primer y brillante éxito con la cantata L'unione delle belle arti (1818), y a partir de entonces se dedicó casi exclusivamente a la ópera. Johann Simon Mayr surgió con más de sesenta cantatas. Egeria para una voz, coro y orquesta (Brescia 1816) y Annibale (Bérgamo 1816) son ejemplos de esta riqueza.
Christian Heinrich Rinck representa el periodo Biedermeier (1814-1848). Destacan tres cantatas suyas: la Charfreytags-Kantate para solista, coro y órgano op. 76, la Weihnachtskantate op. 73 y la cantata Gott sorgt für uns op. 98 para coro y órgano.
Ya en 1845 se produjo una cierta restauración en lo que respecta a las cantatas. Johann Theodor Mosewius como director de la Singakademie de Breslau fue el primero en pedir la introducción de las cantatas de Bach en el servicio eclesiástico en su libro J. S. Bach in seinen Kirchen-Cantaten und Choralgesängen. A través del Thomaskantor Moritz Hauptmann las cantatas de Bach se reintrodujeron en el servicio eclesiástico de Leipzig a mediados del siglo XIX.
La cantata Prométhée enchaîné de Jacques Fromental Halévy se estrenó en el Conservatorio de París en 1849 y es la primera composición orquestal occidental que utiliza cuartos de tono. Ya en 1819 recibió el Premio de Roma por su cantata Herminie.
En 1868 Johannes Brahms terminó su Rinaldo op. 50, una cantata laica para tenor, coro masculino y orquesta sobre textos de Johann Wolfgang von Goethe.
Una obra típica del Romanticismo tardío es la cantata laica Das klagende Lied de Gustav Mahler, terminada en 1880, con una aportación orquestal, coral y solista sobredimensionada. La gran dimensión orquestal de Mahler se convierte en modelo para varios compositores del siglo XX.
En el ámbito profano, cabe mencionar obras de Niels Wilhelm Gade: la cantata Korsfarerne (en alemán: Die Kreuzfahrer, 1865-1866) y la cantata Psyche (1880-1881). Felix Draeseke escribió las cantatas Germania an ihre Kinder para soprano, coro masculino y orquesta (WoO 3a, según Heinrich von Kleist - 1859) y Der Schwur im Rütli, cantata para soprano, coro masculino y orquesta (WoO 9, 1869). Ludwig Thuille creó Fridolin, cantata para solistas, coro masculino y orquesta (texto según Friedrich Schiller, 1893) a finales del siglo XIX, y el compositor ruso Anton Stepanovich Arenski La fuente de Bakhchisarai (op. 46, 1899). También basada en textos de Friedrich Schiller es la cantata El poder de la canción de Caspar Joseph Brambach (op. 6, 1860).
En 1897 la cantata Amarus de Leoš Janáček fue escrita sobre un poema de Jaroslav Vrchlický, evocando la atmósfera mística de un monasterio.
Las cantatas de Sergei Ivanovich Taneyev de finales o principios de siglo revelan una dirección espiritual y edificante: Juan de Damasco, op. 1 (1884) y Después de leer un salmo, op. 36 (1915).

### SigloXX
En el siglo XX la cantata aparece en América Latina, vinculada a la canción de autor, donde se la reconoce como cantata popular y aborda variadas temáticas, especialmente políticas y sociales. Su desarrollo se da principalmente en Argentina, Chile, Nicaragua, El Salvador, Uruguay y Venezuela. 
En Argentina la Cantata de Puentes Amarillos  del álbum Artaud, de Luis Alberto Spinetta, se volvió una pieza fundamental del rock nacional argentino.
En Canarias destacan la Cantata del Mencey Loco de Los Sabandeños (1975) y Romance del Corredera de Mestisay (1983). 
En Chile destacan entre otras la Cantata de Santa María de Iquique, los Murales Extremeños y el Canto para una semilla compuestas por Luis Advis, la Cantata de los Derechos Humanos de Alejandro Guarello, La Fragua de Sergio Ortega, Américas de Gustavo Becerra con Quilapayún, Recados a Gabriela Mistral de Jaime Soto León con Barroco Andino o La rosa de los vientos de Inti-Illimani. 
En Perú se escriben en dos tendencias: la cantata académica como Apu Inka del compositor Francisco Pulgar Vidal o la popular como Kuntur Wachana de Celso Garrido Lecca. A caballo entre ambas se encuentra la Cantata a Cajamarca, el encuentro de dos mundos creada por Lino Bolaños Baldassari y Miguel Oblitas Bustamante. 
En Venezuela la Cantata más afamada es la Cantata Criolla de Antonio Estévez compuesta para Tenor y Barítono, Coro y Orquesta, basada en el poema popular Florentino y el Diablo. Esta obra contiene abundantes ejemplos de la sonoridad del sentir llanero venezolano. 